# 松浦大桥 (上海)
松浦大桥，初名黄浦江大桥、车亭大桥。是中国上海市松江区的一座跨黄浦江的公路铁路两用的双层钢桁架桥梁，同时也是在黄浦江上建造的第一座桥梁。松浦大桥铁路桥和公路桥分别于1975年9月11日和1976年6月29日建成通车。在建成后很长一段时间里，它也是黄浦江上游的唯一一座桥梁，直至2006年G15沈海高速公路黄浦江大桥通车。
松浦大桥位于松江区车墩镇与叶榭镇之间，大桥总共分为两层，上层公路桥为320国道车亭公路的一部分；下层铁路桥原为沪杭铁路金山支线使用，铁路线为单线铁路，目前已改建为行人和非机动车道。

## 历史

### 建设
1972年6月，由中央国务院批复同意兴建上海金山石油化工总厂，厂址选在金山区南部的金山卫地区杭州湾边。一期工程于同年开建，于1976年建成。同时为配合金山石化总厂建成后的运输需要，需建设新的公路与铁路以便货物运输。松浦大桥为金山石化总厂建设的重点工程之一，大桥横跨黄浦江，从桥上通过的金山铁路支线以及车亭公路为金山石化对外运输起到重要作用。
大桥于1974年7月26日开工，由上海金山石化总厂投资、铁道部大桥局勘测设计处负责大桥主体工程设计。铁路桥部分于1975年9月11日建成通车，公路桥于1976年6月29日建成通车，大桥命名为黄浦江大桥。

### 运营
1977年11月，大桥通过黄浦江大桥验收交接小组验收。同年12月1日起，大桥铁路部分交由上海铁路局黄浦江大桥管理所管理。由松江县公路管理所管理大桥上层公路部分。1980年12月1日起铁路部分划归上海铁路局上海工务段管理。1987年1月1日起，松浦大桥开始收取机动车过桥费，后于90年代中后期取消收费。1989年黄浦江大桥更名为车亭大桥。90年代上海市区新建跨黄浦江大桥均以浦西地区区名后加浦为桥命名（如南浦大桥、杨浦大桥）。因此，1995年，车亭大桥也以松江县（现松江区）名首字后面加“浦”字改名松浦大桥并沿用至今。2007年10月22日起松浦大桥进行全面大修，机动车改走A5公路（现名G15沈海高速公路）过江，工程已于2008年8月1日完工，大桥恢复通车。
2019年2月23日，松浦大桥上层公路桥开始进行为期一年的封闭维修。封闭期间。松浦大桥将由两车道拓宽为六车道；主桥进行顶升，提高航道能力;对桥梁进行加固，增加桥梁的防撞墩；在桥面上增加蓄毒池，以后危化品车如果在桥上出现安全事故，排放的废水可以通过蓄毒池把它存起来，不会对桥下水体造成污染桥梁；安装景观照明等，于2020年8月30日恢复通车。

## 结构
松浦大桥上层公路桥全长（含引桥）1858.45米，其中正桥长420米，桥面设双向共两条宽9米的机动车道，两侧各有宽1.5米的人行道；下层铁路桥为沪杭铁路金山支线使用，全长（含引桥）3047.6米，其中正桥长420米、桥墩高28米。大桥铁路线为单线铁路，未预留电气化实施条件。
大桥正桥为连续钢桁架结构。上部结构为铆接三角形钢桁架连续梁，长419.6米；下部结构在江中有桥墩3座。桥下通航净空10米。铁路及公路引桥分别有74座及38座桥墩。两岸正桥与引桥交接处建有塔楼，北岸塔楼设在桥西；南岸塔楼设在桥东
。

## 现状
铁路桥部分为金山铁路支线，是通往金山石化厂区的货运铁路，同时也有客运业务，该铁路原先有上海南（梅陇站）-金卫东的客运列车通过，但列车已于2002年9月28日起停运。之后仍有两对上海南-芦潮港的K8351/8352、K8353/8354次列车通过松浦大桥，另有少量货运列车过桥。

目前，铁路桥部分的金山铁路支线已完成改建，于桥东新建金山铁路黄浦江特大桥用于金山线行驶，大桥于2011年3月22日贯通。金山铁路黄浦江特大桥建成通车后，K8351/8352、K8353/8354次列车改由新桥过江，松浦大桥铁路桥部分废弃，目前桥上的铁轨已经拆除，已改建成行人、非机动车道。

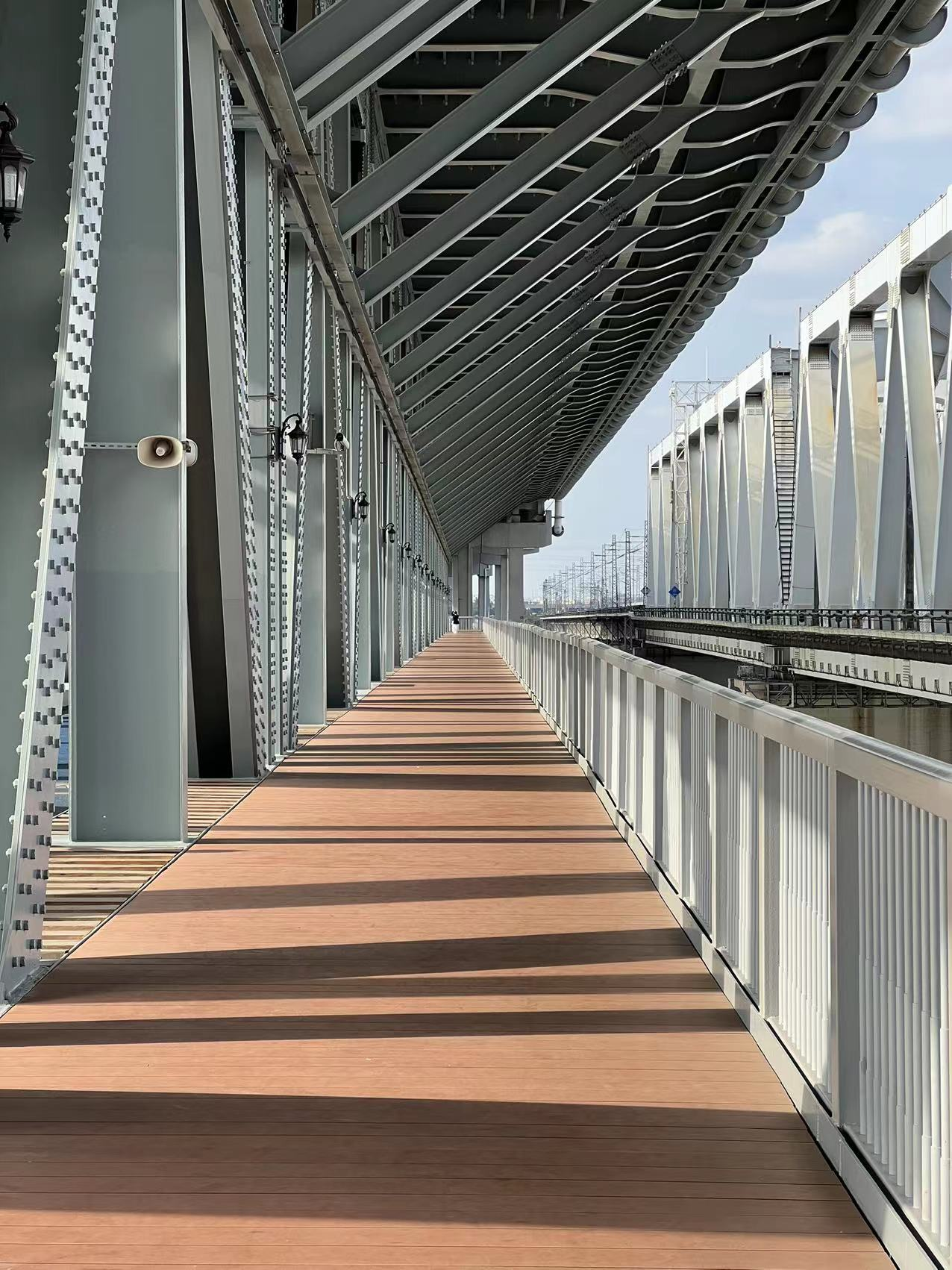
改造后的松浦大桥下层，已改为人行道和非机动车道（2022年）
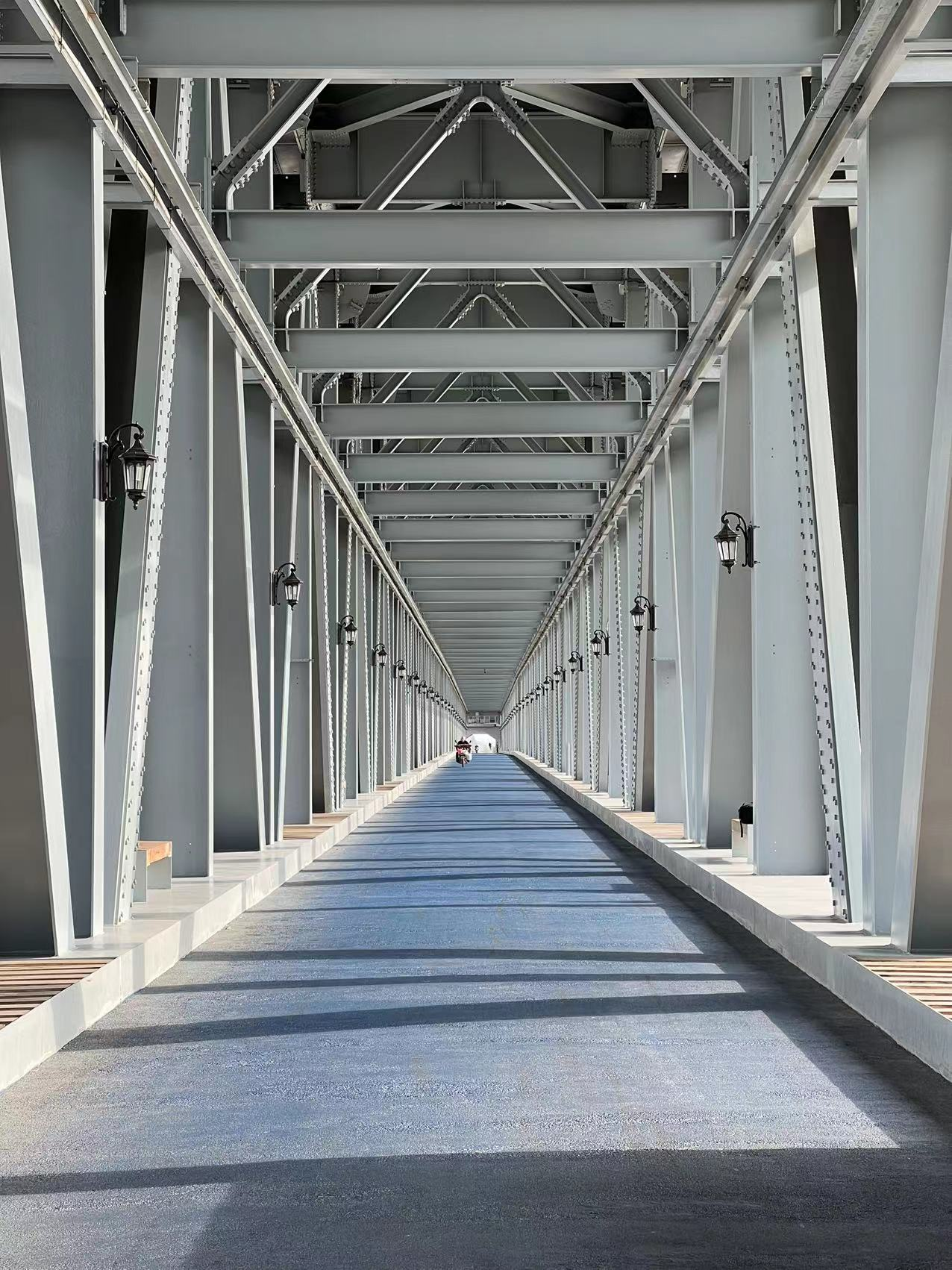
改造后的松浦大桥下层，已改为人行道和非机动车道（2022年）
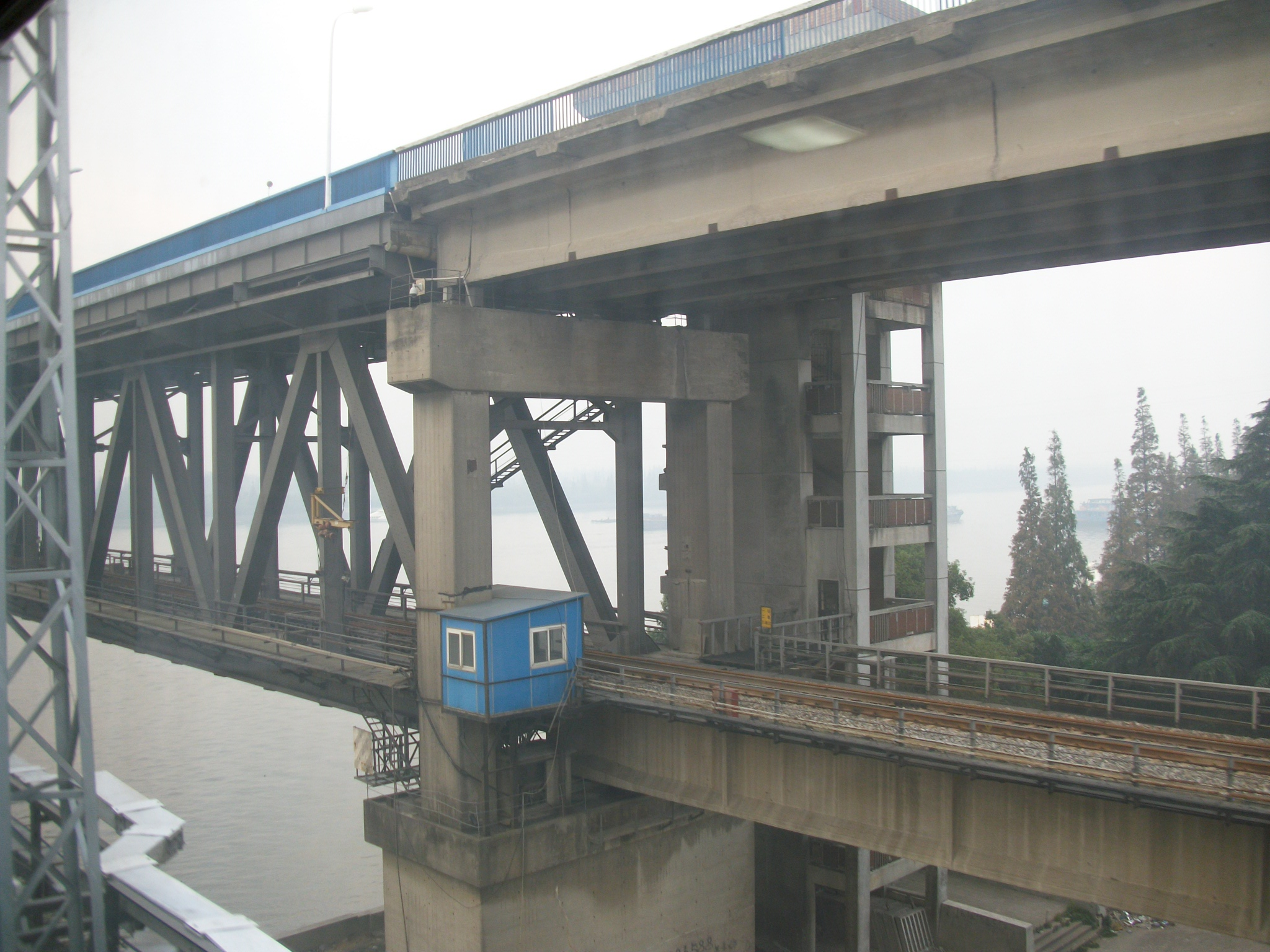
改造前的松浦大桥下层的金山铁路支线旧线
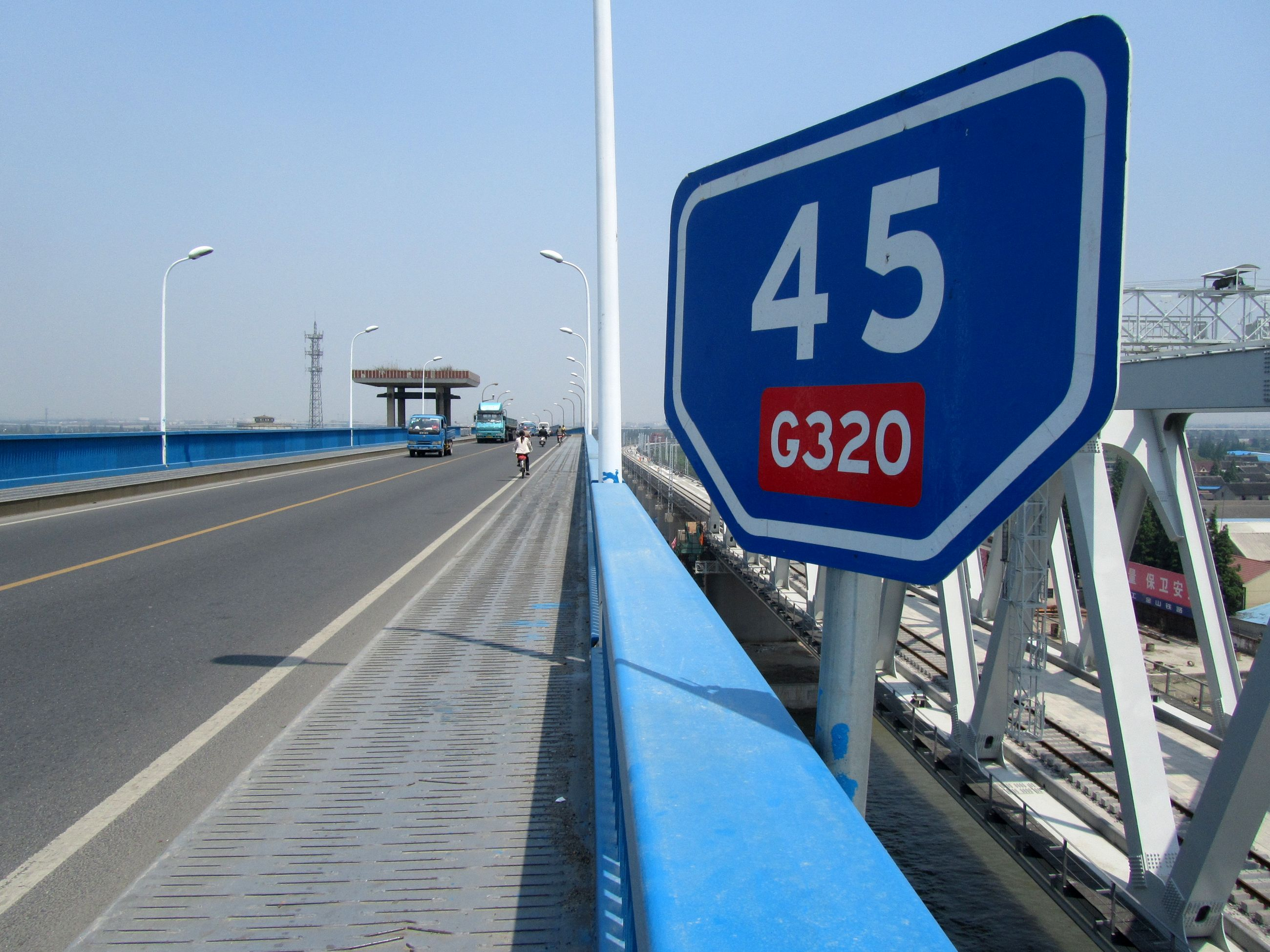
松浦大桥上的320国道里程碑，右侧为金山铁路黄浦江特大桥
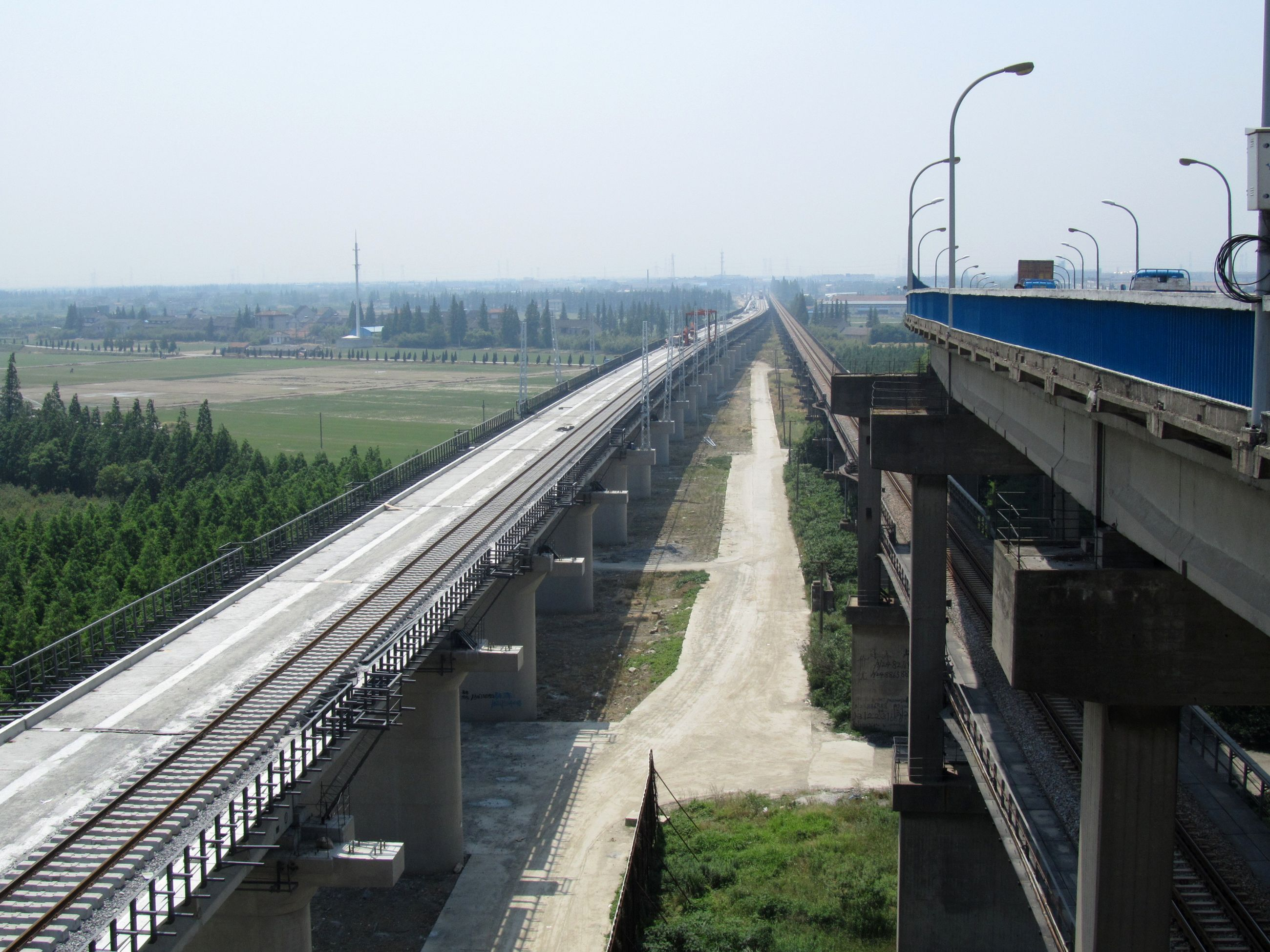
松浦大桥铁路桥与改建中的金山铁路支线

## 其它

### 金山支线铁路
松浦大桥铁路部分的金山铁路支线设计标准为Ⅱ级支线，为单线铁路，不预留双线及电气化铁路实施条件。铁路于1973年12月25日开工建设，于1974年5月31日建成局部通车。1975年9月11日松浦大桥铁路桥部分通车。1975年9月15日金山支线交付上海铁路局运营，铁路全线通车。全线设：闵行西、叶榭、阮巷、山阳、金卫东、金卫西6座车站。

目前，松浦大桥铁路部分功能已经全部移至新建的金山铁路黄浦江特大桥。

### 车亭公路
松浦大桥公路部分即320国道车亭公路，由松江车墩镇经大桥过江通往金山亭林镇。道路于1974年3月开工建设，于1976年6月29日与大桥同步建成通车。